# Survival 3C Masters 2019/3

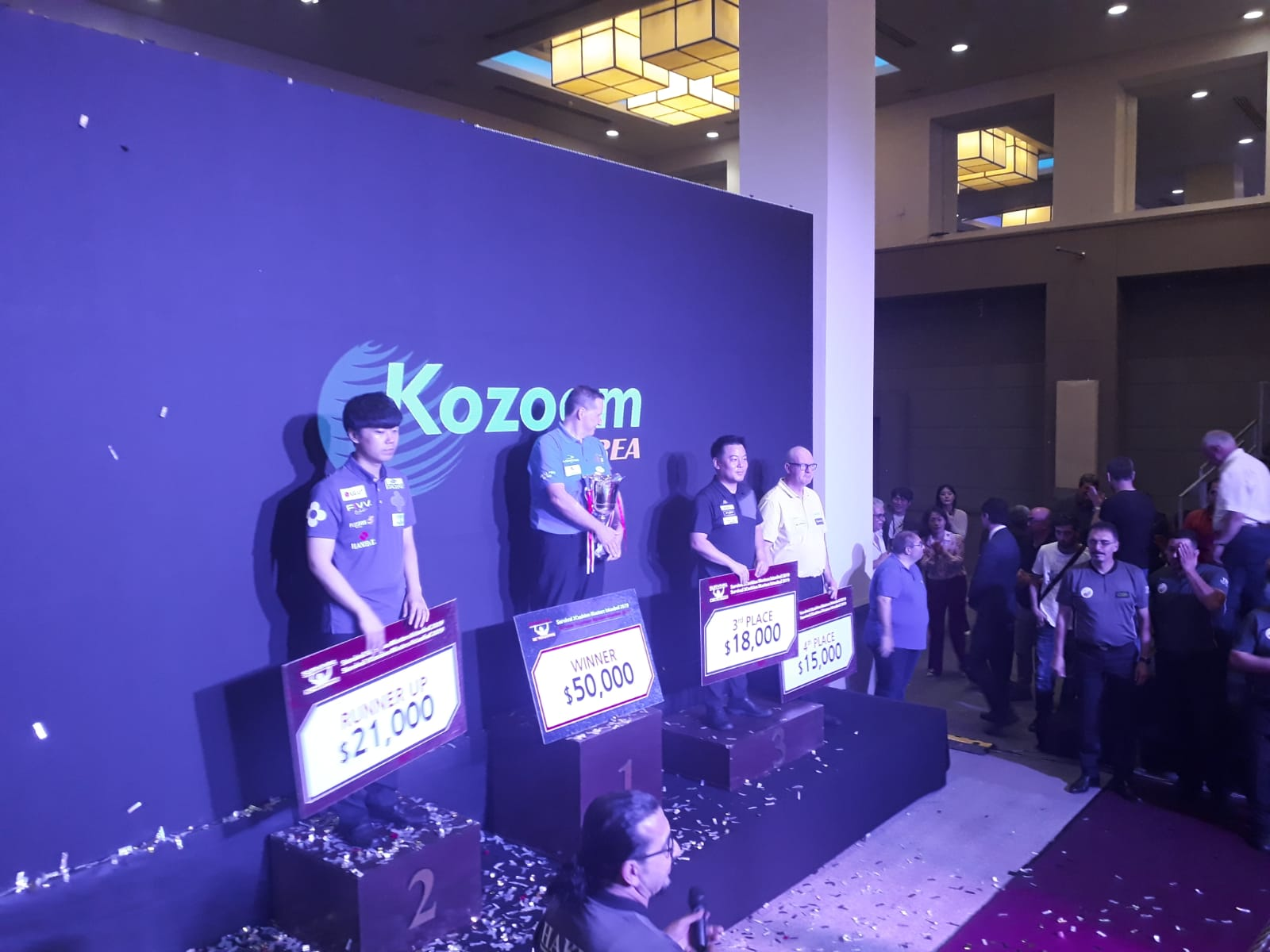
Die Siegerehrung: (v. l. n. r.) Kim Haeng-jik, Eddy Merckx, Cho Jae-ho und Roland Forthomme

Das Survival 3C Masters 2019/3 ist eine Dreiband-Turnierserie in der Disziplin des Karambolagebillards und fand vom 21. bis zum 24. August in Istanbul in der Türkei statt. Das Turnier wurde als Survival 3C Masters von der UMB und Kozoom ausgerichtet. Durch das hohe Preisgeld von 241.600 US$ ist es eine der höchstdotierten Turnierserien der UMB. Es war das erste Dreiband Challenge Masters Turnier außerhalb Koreas.

## Geschichte
Nach den Differenzen zwischen der UMB und der PBA (Professional Billiards Association) of Korea wurden alle Spieler, die an PBA Turnieren teilnehmen, von der UMB für alle internationalen Turniere, die von der UMB organisiert werden, ausgeschlossen. Bei diesem Turnier betrifft das den Weltranglistenzweiten Frédéric Caudron und Eddy Leppens aus Zwanzigster.

## Preisgeld
| Preisgeld ($) | Preisgeld ($) |
| ------------- | ------------- |
| Sieger        | 50.000        |
| Finalist      | 21.000        |
| 3. Platz      | 18.000        |
| 4. Platz      | 15.000        |
| 5. – 8.       | 10.000        |
| 9. – 16.      | 7.000         |
| 17. – 24.     | 5.200         |
| Insgesamt     | 241.600       |

## Gesetzte Spieler und Wildcards
20 Plätze nach Weltrangliste
1. Dick Jaspers
2. Marco Zanetti
3. Tayfun Taşdemir
4. Semih Saygıner
5. Eddy Merckx
6. Cho Jae-ho
7. Trần Quyết Chiến
8. Sameh Sidhom
9. Murat Naci Çoklu
10. Jérémy Bury
11. Kim Haeng-jik
12. Martin Horn
13. Heo Jung-han
14. Torbjörn Blomdahl
15. Cho Myung-woo
16. Choi Sung-won
17. Nguyễn Quốc Nguyện
18. Daniel Sánchez
19. Roland Forthomme
20. Lütfi Çenet

Wildcardspieler
1. Dion Nelin
2. Can Çapak
3. Tolgahan Kiraz
4. Turgay Orak

## Qualifikation
Platz 1 und 2 qualifizieren sich für das Viertelfinale. Platz 3 und 4 spielen die zweite Chance.
| Abschlusstabelle Gruppe A | Abschlusstabelle Gruppe A | Abschlusstabelle Gruppe A | Abschlusstabelle Gruppe A | Abschlusstabelle Gruppe A | Abschlusstabelle Gruppe A | Abschlusstabelle Gruppe A | Abschlusstabelle Gruppe A |
| Platz                     | Name                      | Pkt. (+ 2x30)             | Pkt.                      | Aufn.                     | GD                        | 1. HS                     | 2. HS                     |
| ------------------------- | ------------------------- | ------------------------- | ------------------------- | ------------------------- | ------------------------- | ------------------------- | ------------------------- |
| 1                         | Semih Saygıner            | 102                       | 34                        | 15                        | 2,266                     | 6                         | 6                         |
| 2                         | Lütfi Çenet               | 72                        | 25                        | 15                        | 1,666                     | 6                         | 5                         |
| 3                         | Jérémy Bury               | 35                        | 16                        | 15                        | 1,066                     | 5                         | 5                         |
| 4                         | Heo Jung-han              | 31                        | 13                        | 14                        | 0,928                     | 5                         | 3                         |

| Abschlusstabelle Gruppe B | Abschlusstabelle Gruppe B | Abschlusstabelle Gruppe B | Abschlusstabelle Gruppe B | Abschlusstabelle Gruppe B | Abschlusstabelle Gruppe B | Abschlusstabelle Gruppe B | Abschlusstabelle Gruppe B |
| Platz                     | Name                      | Pkt. (+ 2x30)             | Pkt.                      | Aufn.                     | GD                        | 1. HS                     | 2. HS                     |
| ------------------------- | ------------------------- | ------------------------- | ------------------------- | ------------------------- | ------------------------- | ------------------------- | ------------------------- |
| 1                         | Tayfun Taşdemir           | 105                       | 38                        | 17                        | 2,235                     | 11                        | 5                         |
| 2                         | Roland Forthomme          | 68                        | 29                        | 17                        | 1,705                     | 8                         | 6                         |
| 3                         | Torbjörn Blomdahl         | 67                        | 28                        | 17                        | 1,647                     | 4                         | 3                         |
| 4                         | Kim Haeng-jik             | 0                         | 3                         | 11                        | 0,272                     | 1                         | 1                         |

| Abschlusstabelle Gruppe C | Abschlusstabelle Gruppe C | Abschlusstabelle Gruppe C | Abschlusstabelle Gruppe C | Abschlusstabelle Gruppe C | Abschlusstabelle Gruppe C | Abschlusstabelle Gruppe C | Abschlusstabelle Gruppe C |
| Platz                     | Name                      | Pkt. (+ 2x30)             | Pkt.                      | Aufn.                     | GD                        | 1. HS                     | 2. HS                     |
| ------------------------- | ------------------------- | ------------------------- | ------------------------- | ------------------------- | ------------------------- | ------------------------- | ------------------------- |
| 1                         | Turgay Orak               | 88                        | 33                        | 17                        | 1,941                     | 6                         | 6                         |
| 2                         | Trần Quyết Chiến          | 68                        | 28                        | 17                        | 1,647                     | 6                         | 5                         |
| 3                         | Cho Jae-ho                | 64                        | 27                        | 17                        | 1,588                     | 8                         | 3                         |
| 4                         | Nguyễn Quốc Nguyện        | 20                        | 16                        | 17                        | 0,941                     | 5                         | 3                         |

| Abschlusstabelle Gruppe D | Abschlusstabelle Gruppe D | Abschlusstabelle Gruppe D | Abschlusstabelle Gruppe D | Abschlusstabelle Gruppe D | Abschlusstabelle Gruppe D | Abschlusstabelle Gruppe D | Abschlusstabelle Gruppe D |
| Platz                     | Name                      | Pkt. (+ 2x30)             | Pkt.                      | Aufn.                     | GD                        | 1. HS                     | 2. HS                     |
| ------------------------- | ------------------------- | ------------------------- | ------------------------- | ------------------------- | ------------------------- | ------------------------- | ------------------------- |
| 1                         | Cho Myung-woo             | 149                       | 50                        | 15                        | 3,333                     | 15                        | 10                        |
| 2                         | Dick Jaspers              | 77                        | 32                        | 15                        | 2,133                     | 7                         | 7                         |
| 3                         | Murat Naci Çoklu          | 9                         | 15                        | 15                        | 1,000                     | 3                         | 3                         |
| 4                         | Tolgahan Kiraz            | 5                         | 14                        | 15                        | 0,933                     | 4                         | 3                         |

| Abschlusstabelle Gruppe E | Abschlusstabelle Gruppe E | Abschlusstabelle Gruppe E | Abschlusstabelle Gruppe E | Abschlusstabelle Gruppe E | Abschlusstabelle Gruppe E | Abschlusstabelle Gruppe E | Abschlusstabelle Gruppe E |
| Platz                     | Name                      | Pkt. (+ 2x30)             | Pkt.                      | Aufn.                     | GD                        | 1. HS                     | 2. HS                     |
| ------------------------- | ------------------------- | ------------------------- | ------------------------- | ------------------------- | ------------------------- | ------------------------- | ------------------------- |
| 1                         | Choi Sung-won             | 107                       | 41                        | 17                        | 2,411                     | 9                         | 7                         |
| 2                         | Dion Nelin                | 101                       | 41                        | 17                        | 2,411                     | 10                        | 7                         |
| 3                         | Martin Horn               | 25                        | 20                        | 17                        | 1,176                     | 5                         | 4                         |
| 4                         | Marco Zanetti             | 7                         | 11                        | 16                        | 0,687                     | 5                         | 1                         |

| Abschlusstabelle Gruppe F | Abschlusstabelle Gruppe F | Abschlusstabelle Gruppe F | Abschlusstabelle Gruppe F | Abschlusstabelle Gruppe F | Abschlusstabelle Gruppe F | Abschlusstabelle Gruppe F | Abschlusstabelle Gruppe F |
| Platz                     | Name                      | Pkt. (+ 2x30)             | Pkt.                      | Aufn.                     | GD                        | 1. HS                     | 2. HS                     |
| ------------------------- | ------------------------- | ------------------------- | ------------------------- | ------------------------- | ------------------------- | ------------------------- | ------------------------- |
| 1                         | Eddy Merckx               | 85                        | 35                        | 17                        | 2,058                     | 9                         | 7                         |
| 2                         | Daniel Sánchez            | 79                        | 33                        | 17                        | 1,941                     | 5                         | 5                         |
| 3                         | Sameh Sidhom              | 78                        | 35                        | 17                        | 2,058                     | 8                         | 5                         |
| 4                         | Can Çapak                 | −2                        | 9                         | 15                        | 0,600                     | 4                         | 1                         |

## 2. Chance
Platz 1 und der beste Zweite nach Punkten qualifizieren sich für das Viertelfinale.
| Abschlusstabelle Gruppe G | Abschlusstabelle Gruppe G | Abschlusstabelle Gruppe G | Abschlusstabelle Gruppe G | Abschlusstabelle Gruppe G | Abschlusstabelle Gruppe G | Abschlusstabelle Gruppe G | Abschlusstabelle Gruppe G |
| Platz                     | Name                      | Pkt. (+ 2x30)             | Pkt.                      | Aufn.                     | GD                        | 1. HS                     | 2. HS                     |
| ------------------------- | ------------------------- | ------------------------- | ------------------------- | ------------------------- | ------------------------- | ------------------------- | ------------------------- |
| 1                         | Martin Horn               | 89                        | 32                        | 15                        | 2,133                     | 7                         | 5                         |
| 2                         | Can Çapak                 | 61                        | 25                        | 15                        | 1,666                     | 5                         | 5                         |
| 3                         | Sameh Sidhom              | 53                        | 23                        | 15                        | 1,533                     | 8                         | 5                         |
| 4                         | Nguyễn Quốc Nguyện        | 37                        | 19                        | 15                        | 1,266                     | 6                         | 6                         |

| Abschlusstabelle Gruppe H | Abschlusstabelle Gruppe H | Abschlusstabelle Gruppe H | Abschlusstabelle Gruppe H | Abschlusstabelle Gruppe H | Abschlusstabelle Gruppe H | Abschlusstabelle Gruppe H | Abschlusstabelle Gruppe H |
| Platz                     | Name                      | Pkt. (+ 2x30)             | Pkt.                      | Aufn.                     | GD                        | 1. HS                     | 2. HS                     |
| ------------------------- | ------------------------- | ------------------------- | ------------------------- | ------------------------- | ------------------------- | ------------------------- | ------------------------- |
| 1                         | Kim Haeng-jik             | 92                        | 35                        | 13                        | 2,692                     | 7                         | 7                         |
| 2                         | Torbjörn Blomdahl         | 64                        | 28                        | 13                        | 2,153                     | 8                         | 4                         |
| 3                         | Heo Jung-han              | 48                        | 24                        | 13                        | 1,846                     | 6                         | 5                         |
| 4                         | Murat Naci Çoklu          | 36                        | 21                        | 13                        | 1,615                     | 5                         | 4                         |

| Abschlusstabelle Gruppe I | Abschlusstabelle Gruppe I | Abschlusstabelle Gruppe I | Abschlusstabelle Gruppe I | Abschlusstabelle Gruppe I | Abschlusstabelle Gruppe I | Abschlusstabelle Gruppe I | Abschlusstabelle Gruppe I |
| Platz                     | Name                      | Pkt. (+ 2x30)             | Pkt.                      | Aufn.                     | GD                        | 1. HS                     | 2. HS                     |
| ------------------------- | ------------------------- | ------------------------- | ------------------------- | ------------------------- | ------------------------- | ------------------------- | ------------------------- |
| 1                         | Cho Jae-ho                | 85                        | 30                        | 16                        | 1,875                     | 9                         | 5                         |
| 2                         | Tolgahan Kiraz            | 61                        | 24                        | 16                        | 1,500                     | 6                         | 3                         |
| 3                         | Jérémy Bury               | 49                        | 21                        | 16                        | 1,312                     | 10                        | 2                         |
| 4                         | Marco Zanetti             | 45                        | 20                        | 16                        | 1,250                     | 6                         | 4                         |

## Viertelfinale
Die beiden Gruppenersten qualifizieren sich für das Halbfinale.
| Abschlusstabelle Gruppe J | Abschlusstabelle Gruppe J | Abschlusstabelle Gruppe J | Abschlusstabelle Gruppe J | Abschlusstabelle Gruppe J | Abschlusstabelle Gruppe J | Abschlusstabelle Gruppe J | Abschlusstabelle Gruppe J |
| Platz                     | Name                      | Pkt. (+ 2x30)             | Pkt.                      | Aufn.                     | GD                        | 1. HS                     | 2. HS                     |
| ------------------------- | ------------------------- | ------------------------- | ------------------------- | ------------------------- | ------------------------- | ------------------------- | ------------------------- |
| 1                         | Cho Myung-woo             | 88                        | 33                        | 16                        | 2,062                     | 9                         | 8                         |
| 2                         | Torbjörn Blomdahl         | 76                        | 30                        | 16                        | 1,875                     | 8                         | 5                         |
| 3                         | Daniel Sánchez            | 40                        | 21                        | 16                        | 1,312                     | 4                         | 3                         |
| 4                         | Dick Jaspers              | 36                        | 20                        | 16                        | 1,250                     | 5                         | 3                         |

| Abschlusstabelle Gruppe K | Abschlusstabelle Gruppe K | Abschlusstabelle Gruppe K | Abschlusstabelle Gruppe K | Abschlusstabelle Gruppe K | Abschlusstabelle Gruppe K | Abschlusstabelle Gruppe K | Abschlusstabelle Gruppe K |
| Platz                     | Name                      | Pkt. (+ 2x30)             | Pkt.                      | Aufn.                     | GD                        | 1. HS                     | 2. HS                     |
| ------------------------- | ------------------------- | ------------------------- | ------------------------- | ------------------------- | ------------------------- | ------------------------- | ------------------------- |
| 1                         | Cho Jae-ho                | 102                       | 39                        | 15                        | 2,600                     | 10                        | 9                         |
| 2                         | Dion Nelin                | 82                        | 34                        | 15                        | 2,266                     | 15                        | 5                         |
| 3                         | Choi Sung-won             | 58                        | 28                        | 15                        | 1,866                     | 8                         | 5                         |
| 4                         | Lütfi Çenet               | −2                        | 13                        | 15                        | 0,866                     | 6                         | 3                         |

| Abschlusstabelle Gruppe L | Abschlusstabelle Gruppe L | Abschlusstabelle Gruppe L | Abschlusstabelle Gruppe L | Abschlusstabelle Gruppe L | Abschlusstabelle Gruppe L | Abschlusstabelle Gruppe L | Abschlusstabelle Gruppe L |
| Platz                     | Name                      | Pkt. (+ 2x30)             | Pkt.                      | Aufn.                     | GD                        | 1. HS                     | 2. HS                     |
| ------------------------- | ------------------------- | ------------------------- | ------------------------- | ------------------------- | ------------------------- | ------------------------- | ------------------------- |
| 1                         | Eddy Merckx               | 109                       | 38                        | 15                        | 2,533                     | 8                         | 8                         |
| 2                         | Roland Forthomme          | 57                        | 25                        | 15                        | 1,666                     | 6                         | 5                         |
| 3                         | Tayfun Taşdemir           | 45                        | 22                        | 15                        | 1,466                     | 7                         | 4                         |
| 4                         | Martin Horn               | 29                        | 18                        | 15                        | 1,200                     | 5                         | 3                         |

| Abschlusstabelle Gruppe M | Abschlusstabelle Gruppe M | Abschlusstabelle Gruppe M | Abschlusstabelle Gruppe M | Abschlusstabelle Gruppe M | Abschlusstabelle Gruppe M | Abschlusstabelle Gruppe M | Abschlusstabelle Gruppe M |
| Platz                     | Name                      | Pkt. (+ 2x30)             | Pkt.                      | Aufn.                     | GD                        | 1. HS                     | 2. HS                     |
| ------------------------- | ------------------------- | ------------------------- | ------------------------- | ------------------------- | ------------------------- | ------------------------- | ------------------------- |
| 1                         | Trần Quyết Chiến          | 83                        | 29                        | 17                        | 1,705                     | 6                         | 6                         |
| 2                         | Kim Haeng-jik             | 68                        | 25                        | 17                        | 1,470                     | 7                         | 5                         |
| 3                         | Semih Saygıner            | 66                        | 25                        | 17                        | 1,470                     | 10                        | 4                         |
| 4                         | Turgay Orak               | 23                        | 13                        | 16                        | 0,812                     | 4                         | 3                         |

## Halbfinale
Die beiden Gruppenersten qualifizieren sich für das Finale.
| Abschlusstabelle Gruppe N | Abschlusstabelle Gruppe N | Abschlusstabelle Gruppe N | Abschlusstabelle Gruppe N | Abschlusstabelle Gruppe N | Abschlusstabelle Gruppe N | Abschlusstabelle Gruppe N | Abschlusstabelle Gruppe N |
| Platz                     | Name                      | Pkt. (+ 2x30)             | Pkt.                      | Aufn.                     | GD                        | 1. HS                     | 2. HS                     |
| ------------------------- | ------------------------- | ------------------------- | ------------------------- | ------------------------- | ------------------------- | ------------------------- | ------------------------- |
| 1                         | Roland Forthomme          | 96                        | 41                        | 13                        | 3,153                     | 11                        | 9                         |
| 2                         | Eddy Merckx               | 61                        | 33                        | 13                        | 2,538                     | 9                         | 5                         |
| 3                         | Dion Nelin                | 50                        | 29                        | 13                        | 2,230                     | 8                         | 7                         |
| 4                         | Trần Quyết Chiến          | 33                        | 23                        | 12                        | 1,916                     | 7                         | 5                         |

| Abschlusstabelle Gruppe O | Abschlusstabelle Gruppe O | Abschlusstabelle Gruppe O | Abschlusstabelle Gruppe O | Abschlusstabelle Gruppe O | Abschlusstabelle Gruppe O | Abschlusstabelle Gruppe O | Abschlusstabelle Gruppe O |
| Platz                     | Name                      | Pkt. (+ 2x30)             | Pkt.                      | Aufn.                     | GD                        | 1. HS                     | 2. HS                     |
| ------------------------- | ------------------------- | ------------------------- | ------------------------- | ------------------------- | ------------------------- | ------------------------- | ------------------------- |
| 1                         | Cho Jae-ho                | 103                       | 43                        | 15                        | 2,866                     | 16                        | 7                         |
| 2                         | Kim Haeng-jik             | 72                        | 35                        | 15                        | 2,333                     | 10                        | 8                         |
| 3                         | Torbjörn Blomdahl         | 41                        | 23                        | 14                        | 1,642                     | 13                        | 5                         |
| 4                         | Cho Myung-woo             | 24                        | 23                        | 15                        | 1,533                     | 7                         | 4                         |

## Finale
| Abschlusstabelle Gruppe P | Abschlusstabelle Gruppe P | Abschlusstabelle Gruppe P | Abschlusstabelle Gruppe P | Abschlusstabelle Gruppe P | Abschlusstabelle Gruppe P | Abschlusstabelle Gruppe P | Abschlusstabelle Gruppe P |
| Platz                     | Name                      | Pkt. (+ 2x30)             | Pkt.                      | Aufn.                     | GD                        | 1. HS                     | 2. HS                     |
| ------------------------- | ------------------------- | ------------------------- | ------------------------- | ------------------------- | ------------------------- | ------------------------- | ------------------------- |
| 1                         | Eddy Merckx               | 134                       | 47                        | 15                        | 3,133                     | 15                        | 12                        |
| 2                         | Kim Haeng-jik             | 46                        | 20                        | 11                        | 1,818                     | 7                         | 5                         |
| 3                         | Cho Jae-ho                | 33                        | 23                        | 15                        | 1,533                     | 5                         | 3                         |
| 4                         | Roland Forthomme          | 27                        | 23                        | 15                        | 1,533                     | 6                         | 5                         |

## Abschlusstabelle
| Endklassement   | Endklassement | Endklassement      | Endklassement | Endklassement | Endklassement | Endklassement | Endklassement | Endklassement | Endklassement |
| Phase           | Platz         | Name               | Pkt. (+ 2x30) | Pkt.          | Aufn.         | GD            | BED           | HS            | Preisgeld     |
| --------------- | ------------- | ------------------ | ------------- | ------------- | ------------- | ------------- | ------------- | ------------- | ------------- |
| Finale          | 1             | Eddy Merckx        | 389           | 153           | 60            | 2,550         | 3,133         | 15            | 50.000 US$    |
| Finale          | 2             | Kim Haeng-jik      | 278           | 118           | 67            | 1,761         | 2,333         | 10            | 21.000 US$    |
| Finale          | 3             | Cho Jae-ho         | 387           | 162           | 78            | 2,076         | 2,866         | 16            | 18.000 US$    |
| Finale          | 4             | Roland Forthomme   | 248           | 118           | 60            | 1,966         | 3,153         | 11            | 15.000 US$    |
| Halb- Finale    | 5             | Cho Myung-woo      | 261           | 106           | 46            | 2,304         | 3,333         | 15            | 10.000 US$    |
| Halb- Finale    | 6             | Torbjörn Blomdahl  | 248           | 109           | 60            | 1,816         | 2,153         | 13            | 10.000 US$    |
| Halb- Finale    | 7             | Trần Quyết Chiến   | 217           | 80            | 46            | 1,739         | 1,705         | 7             | 10.000 US$    |
| Halb- Finale    | 8             | Dion Nelin         | 200           | 104           | 45            | 2,311         | 2,411         | 15            | 10.000 US$    |
| Viertel- Finale | 9             | Semih Saygıner     | 168           | 59            | 32            | 1,843         | 2,266         | 10            | 7.000 US$     |
| Viertel- Finale | 10            | Choi Sung-won      | 165           | 69            | 32            | 2,156         | 2,411         | 9             | 7.000 US$     |
| Viertel- Finale | 11            | Martin Horn        | 153           | 70            | 47            | 1,489         | 2,133         | 7             | 7.000 US$     |
| Viertel- Finale | 12            | Tayfun Taşdemir    | 150           | 60            | 32            | 1,875         | 2,235         | 11            | 7.000 US$     |
| Viertel- Finale | 13            | Daniel Sánchez     | 119           | 54            | 33            | 1,636         | 1,941         | 5             | 7.000 US$     |
| Viertel- Finale | 14            | Dick Jaspers       | 113           | 52            | 31            | 1,377         | 2,133         | 7             | 7.000 US$     |
| Viertel- Finale | 15            | Turgay Orak        | 111           | 46            | 33            | 1,393         | 1,941         | 6             | 7.000 US$     |
| Viertel- Finale | 16            | Lütfi Çenet        | 70            | 38            | 30            | 1,266         | 1,666         | 6             | 7.000 US$     |
| 2.- Chance      | 17            | Sameh Sidhom       | 131           | 58            | 32            | 1,812         | 2,058         | 8             | 5.200 US$     |
| 2.- Chance      | 18            | Jérémy Bury        | 84            | 37            | 31            | 1,193         | 1,312         | 10            | 5.200 US$     |
| 2.- Chance      | 19            | Heo Jung-han       | 79            | 37            | 27            | 1,370         | 1,846         | 6             | 5.200 US$     |
| 2.- Chance      | 20            | Tolgahan Kiraz     | 66            | 38            | 31            | 1,225         | 1,500         | 6             | 5.200 US$     |
| 2.- Chance      | 21            | Can Çapak          | 59            | 34            | 30            | 1,133         | 1,666         | 5             | 5.200 US$     |
| 2.- Chance      | 22            | Nguyễn Quốc Nguyện | 57            | 35            | 32            | 1,093         | 1,266         | 6             | 5.200 US$     |
| 2.- Chance      | 23            | Marco Zanetti      | 52            | 31            | 32            | 0,968         | 1,250         | 6             | 5.200 US$     |
| 2.- Chance      | 24            | Murat Naci Çoklu   | 45            | 36            | 28            | 1,285         | 1,615         | 5             | 5.200 US$     |

| Legende | Legende                                       |
| --- | --------------------------------------------- |
| Abk. | Bedeutung                                     |
| Pkt. | erzielte Punkte                               |
| Aufn. | benötigte Aufnahmen                           |
| ED | Einzeldurchschnitt                            |
| GD | Generaldurchschnitt                           |
| VGD | Verhältnismässiger Generaldurchschnitt        |
| BMD | Bester Mannschaftsdurchschnitt                |
| BED | Bester Einzeldurchschnitt                     |
| BSD | Bester Satzdurchschnitt                       |
| BEVD | Bester Einzel Verhältnismässiger Durchschnitt |
| HS | Höchstserie                                   |
| MP | Match Points                                  |
| PP | Partie Punkte                                 |
| G-U-V | Gewonnen-Unentschieden-Verloren               |
| SV | Satzverhältnis                                |
| WRP | Weltranglistenpunkte                          |
| | 1. Platz (Gold)                               |
| | 2. Platz (Silber)                             |
| | 3. Platz (Bronze)                             |
| | Bester GD des Turniers/Runde                  |
| | Bester VGD des Turniers/Runde                 |
| | Bester ED des Turniers/Runde                  |
| | Bester BVGD des Turniers/Runde                |
| | Beste HS des Turniers/Runde                   |
| (Evtl. finden nicht alle Begriffe Anwendung oder einige sind nicht aufgeführt. Diese können in der Liste der Karambolage-Begriffe nachgesehen werden.) |                                               |